# Karang Tengah (Taba Penanjung)
Karang Tengah is een bestuurslaag in het regentschap Bengkulu Tengah van de provincie Bengkulu, Indonesië. Karang Tengah telt 296 inwoners (volkstelling 2010).